# Larry Bowa
Lawrence Robert Bowa (Sacramento, California, 6 de diciembre de 1945), más conocido como Larry Bowa, es un exjugador profesional estadounidense de béisbol que se desempeñó en la posición de campocorto en las Grandes Ligas de Béisbol (MLB). Logró obtener dos Guantes de Oro.

## Carrera
Bowa jugó como profesional doce temporadas en Philadelphia Phillies (1970-1981), después pasó a Chicago Cubs (1982-1985), luego a New York Mets, donde jugó una temporada (1985), y fue el equipo en el que se retiró.

## Premios
Fue galardonado con el Guante de Oro en dos oportunidades (1972 y 1978).